# 夏斯利韋 (斯特雷區)
49°16′11″N 23°59′17″E / 49.26972°N 23.98806°E
夏斯利韋（烏克蘭語：Щасливе），是烏克蘭的村庄，位於該國西部利沃夫州，由斯特雷區斯特雷市鎮負責管轄，始建於1679年，面積0.17平方公里，海拔高度287米，2001年人口35，人口密度每平方公里209.58人。